# Pentapedilum kuluensis
Pentapedilum kuluensis är en tvåvingeart som beskrevs av Kulshrestha 1980. Pentapedilum kuluensis ingår i släktet Pentapedilum och familjen fjädermyggor. Inga underarter finns listade i Catalogue of Life.